# Christian Frederik Beck
Christian Frederik Beck (født 14. marts 1876 i København, død 26. december 1954) var en dansk kunstmaler.
Beck, der var søn af maleren Signe Eleonora Petersen, stod i malerlære i København og gik derefter på Kunstakademiet fra 1893 til 1897.
Allerede i 1896 debuterede han på Charlottenborg Forårsudstilling. Ånden i hans værker fra tilbageskuende nationalromantisk. Det gælder både de tidlige landskabsmalerier fra Randersegnen, eksempelvis Motiv fra Aalum Kirke fra 1898 og andre fra området nær Fussingø, hvoraf flere blev udstillet og hans senere topgrafiske arkitekturmotiver fra det gamle København - heraf mange fra Christianshavn, hvor han selv boede. Det er topografien, der er det centrale i hans værker, hvoraf mange skildrer forsvundne miljøer.
Christian Frederik Beck var stærkt engageret i Foreningen for National Kunst, hvilket afspejler sig i hans produktion, som med årene i højere grad blev idylliserende. Han var fra 1948 til 1953 foreningens sekretær. Gennem flere år var han også medlem af censurkomitéen bag Charlottenborg Forårsudstilling, ligesom han var suppleant til Akademirådet og repræsentantskabsmedlem i Danske Aandsarbejderes Forbund. Derudover var han gennem mange år bestyrelsesmedlem i Kunstnerforeningen af 18. november, som han fra 1923 til 1952 hyppigt udstillede sammen med.
Han er begravet på Assistens Kirkegård i København.

## Værker i uddrag
- Vilslev Spange ved Kongeåen (1894, Ribe Kunstmuseum)
- Fousingø Sø (1897, Bornholms Kunstmuseum)
- Motiv fra Aalum Kirke (1898)
- Trangraven, Randers (1909, smst., dep. Randers Kunstmuseum)
- Gudhjem (1910, Bornholms Kunstmuseum)
- Regensgården (1924, Randers Kunstmuseum)
- Norgesporten (Københavns Museum)